# Rigidez de la constitución
En derecho se habla de rigidez de la constitución cuando sus disposiciones no pueden ser integradas, modificadas o derogadas, salvo por diversos procedimientos muy complejos (o, como se suele decir, agravados) respecto a aquellos previstos por la ley (interés en sentido formal, como actos del parlamento). La constitución que posee tal característica es llamada rígida, en contraposición a la constitución flexible, cuyas disposiciones pueden ser, en cambio, integradas, modificadas o derogadas por los mismos procedimientos previstos por la ley.
La rigidez de la constitución implica que para integrarla o modificarla es necesario un adecuado acto normativo, la ley constitucional, aprobada con procedimientos agravantes respecto a la otra ley (las leyes ordinarias). La constitución y las leyes constitucionales se ubican en un grado superior a la ley ordinaria en la jerarquía de las fuentes del derecho, con el resultado de que, cuando las leyes ordinarias contienen disposiciones contrarias a la constitución o las leyes constitucionales, este sería nulo en conformidad con el principio expresado por el brocardo lex superior derogat inferior. A fin de dar efecto a la rigidez de la constitución, debe haber un control de legitimidad constitucional de la ley ordinaria (y otros actos que tienen la misma fuerza) aplicado diversas modalidades en varios ordenamientos.
Según algunos autores, la presencia de una constitución rígida y del control de legitimidad determina una evolución del Estado de derecho en aquello que se denomina como Estado constitucional de derecho. Las constituciones modernas son por lo general rígidas; la excepción más relevante es la del Reino Unido, donde, además, la constitución ni siquiera consta de un único texto, por lo que es articulada en una serie de actos a través de los siglos. En Italia es rígida la actual constitución, cuya revisión e integración está regulada en los Art. 138 y 139; y fue, sin embargo, considera una constitución flexible en el Estatuto, aunque este no contiene ninguna disposición relativa a su examen, como de hecho hicieron las Constituciones octroyées tiempo, y, de hecho, la premisa se proclama «la ley fundamental perpetua, irrevocable de la monarquía». 
El agravamiento del procedimiento para la adopción de leyes constitucionales que se puede estar realizado de diversos modos: 
- Previendo que la ley constitucional sea aprobada, además del parlamento federal, de la aprobación de una cierta cantidad de estado (por ejemplo, los Estados Unidos, las tres cuartas partes);
- Exigiendo para la aprobación parlamentaria de la ley constitucional una mayoría superior a la exigida para las leyes ordinarias (la llamada mayoría cualificada, que pueden ser, por ejemplo, de los 2/3 o 3/4), convocándose -o no- a un cuerpo especial (Asamblea o Convención Constituyente) con posterioridad, como en el caso de la previsión del Art. 30 de la Constitución Argentina;
- Exigiendo que la ley constitucional sea aprobada por el Parlamento en dos ocasiones separadas por un intervalo de tiempo (por ejemplo, en Italia, tres meses); previendo la participación del cuerpo electoral al procedimiento. Esta participación puede tener lugar:
- En modo directo, cuando se espera que la ley constitucional puede o deba estar sujeta a referéndum popular;
- En modo indirecto, cuando se espera que la ley constitucional no solo deba ser aprobado por el parlamento en dos ocasiones, si no también que la segunda aprobación después de la intervención de las elecciones se celebraron para su sustitución y, por lo tanto, en un plazo posterior.

Estos procedimientos también pueden ser considerados en un total acumulativo (como en los Estados Unidos, donde la demanda es a la vez una mayoría cualificada de 2/3 en el Congreso Federal, con la aprobación de los estados) o alternativos (como en Italia, donde si no se llega a un acuerdo de la mayoría, la ley puede estar sujeta a referéndum popular). 
De lo anterior se desprende que una constitución puede ser más o menos rígida. La rigidez es máxima cuando la constitución no se modifica de ningún modo (salvo, por supuesto, por la aprobación de una nueva constitución). Normalmente, las constituciones no adoptan esta solución, si no, el límite de ciertas disposiciones que, por lo tanto, no puede ser modificables, incluso con ley constitucional, tales disposiciones inmodificables pueden estar indicadas en modo expreso de otras disposiciones de la constitución o individualizados en la vía interpretativa, en cuanto experimenten los principios supremos en los que se funda la misma constitución.
Además, la rigidez efectiva de la constitución puede ser más o menos formal. De hecho, en algunas jurisdicciones (como en España, o, hasta en un pasado reciente, Italia) la modificación de la constitución es políticamente muy difícil, porque es vista como un punto de equilibrio, el resultado de un compromiso entre las principales fuerzas políticas en el país, por lo tanto, más allá de la mayoría oficialmente prevista, se necesita el consentimiento de todas estas fuerzas para su modificación. En otra parte, por el contrario, la gran mayoría celebrada en el parlamento por un partido o una coalición hace que sea más fácil para llegar a una mayoría, aunque cualificada, prevista en la constitución, por lo que puede ocurrir que el Parlamento apruebe las leyes constitucionales, en lugar de las leyes ordinarias, con el único objetivo a robar el mismo control de la legitimidad constitucional.
- Datos: Q3935753